# Emilio de la Peña
Emilio de la Peña (Buenos Aires, 15 de noviembre de 1929 - 22 de junio de 2009)
 fue un arreglador, compositor y pianista argentino. 

## Biografía
Nacido en la Ciudad de Buenos Aires, Emilio fue un notable compositor y pianista de tango.
Comienza sus estudios a los 14 años con el Maestro Ernesto Minieri.
A fines de la década del 40, y tan solo a los 15 años de edad, junto a una orquesta típica debuta con sus primeras actuaciones. Con ellos ha tocado en bares míticos como Bar Marzzoto y Ebro Bar.
En las décadas del 50 y los 60 no se le conocen actuaciones en público. Durante esos años se perfeccionó en su técnica y es cuando comienza una rica producción de composiciones, tanto de tango como de folklore.
A principios de los años 70, estudia armonía con Juan Carlos Cirigliano, quien fuera en esos momentos pianista de Astor Piazzolla. También para la misma época comienzan sus actuaciones como solista en diferentes Cafés Concert.
Para principios de los 80, conoce al Maestro Manolo Juárez, quien será la base de la proyección que alcanzará años después. 
Con Manolo Juárez estudia formación musical, composición y orquestación y es quién le presenta a uno de los poetas más grandes de Argentina: Hamlet Lima Quintana. 

Enseguida se incorpora al dúo de la Peña / Quintana la cantante Cecilia Capaccio para dar creación a la obra «Debajo del Asfalto», con la que recorrerán gran parte del litoral presentándola hasta que la exponen en Buenos Aires.
Ya en el año 1985 se producen encuentros maravillosos con los más grandes del país: Cuchi Leguizamón, Horacio Salgán, Eduardo Lagos, Lito Vitale… con los que actúa en la Peluquería Café.
Para 1987 se intensifican sus actuaciones en Radio El Mundo, Radio Municipal y Radio Nacional; en los canales Canal 9 y Canal 2 dando paso a la repetición en todo el país. 
Para esa época ya forma trío con 2 de sus hijos: Oscar De La Peña en bajo eléctrico y [Carlos De La Peña en teclados.
Junto a Tete Montoliú y Gilson Peranzetta tienen diversas actuaciones en Barcelona y Madrid en el marco de los 400 años del descubrimiento de América en 1994.

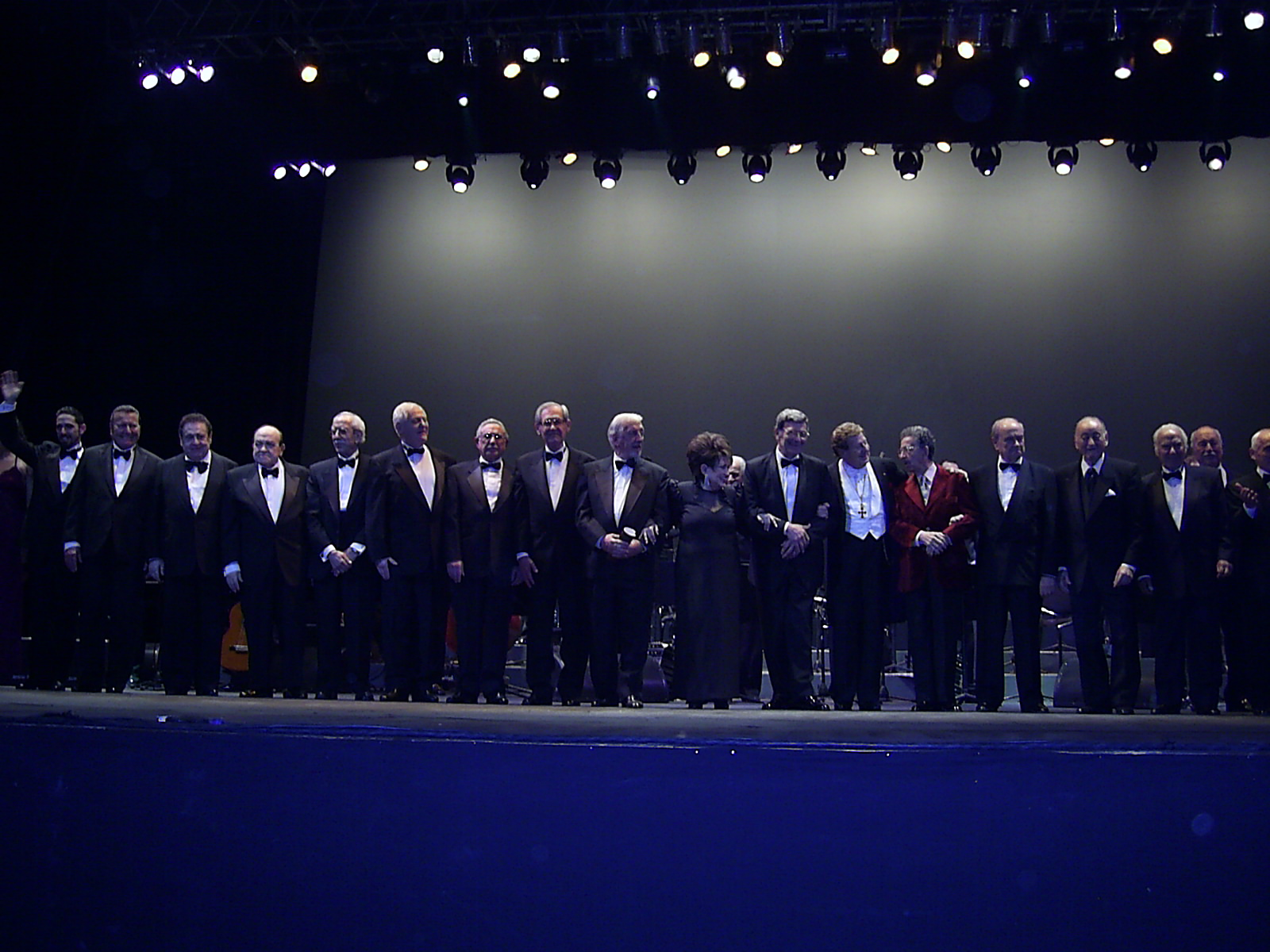
En el escenario del Teatro Colón - Café de los Maestros

La cumbre de su carrera llega cuando Gustavo Santaolalla y Gustavo Mozzi lo contactan para integrar el equipo del Café de los Maestros, proyecto por el cual compartiría no solo el trabajo discográfico sino los escenarios del Teatro Colón de Buenos Aires junto a los más prestigiosos y destacados músicos del tango: Horacio Salgán, Carlos García, Atilio Stampone, Leopoldo Federico, Virginia Luque, Mariano Mores, entre otros.
En 2008 su obra fue distinguida con el primer premio en el género Tango del Concurso Por una Argentina que cante 2007, que otorga SADAIC, por la obra «Cada Espera Es Un Adiós», obra compuesta junto a la poeta Marta Pizzo. 

El 25 de noviembre de 2008 amigos y colegas le organizaron un homenaje tributo a su trayectoria en el teatro Roma de la ciudad de Avellaneda. Músicos notables de la talla de Manolo Juárez, Oscar Alem, Saúl Cosentino, Chango Farías Gómez, Grupo Vocal Santaires, Hernán Lugano y Roque Patalano interpretaron orgullosamente sus composiciones.
El 18 de mayo de 2009, Emilio de la Peña fue reconocido como Personalidad Destacada De La Cultura De Buenos Aires, en un acto llevado a cabo en el salón San Martín de la Legislatura porteña a instancias de la ley 2879 aprobada el 16 de octubre de 2008 por iniciativa Juan Manuel Olmos e Inés Urdapilleta, diputados de la nación.

## Fallecimiento
Fallece el 22 de junio de 2009 a los 79 años, producto de una insuficiencia cardíaca en el Hospital Sirio Libanés de la ciudad de Buenos Aires.

## Como autor
Con Hamlet Lima Quintana componen más de 25 temas los que integran el espectáculo Debajo del Asfalto, entre ellos: «La vieja ausencia», «Míreme pasar compadre».
En 1998 compone 3 tangos con letra de Eladia Blázquez, entre ellos «Un poquito más» y «Del amor».
Con Marta Pizzo componen varios temas, entre ellos: «Me falta todavía una poesía (tango)», «Buenos Aires gris y vos (tango)», entre otros.  
Ganan el 1° Premio Certamen SADAIC año 2008, por la obra «Cada Espera Es Un Adiós».

## Discografía

### Solista
- 1994, Tango new expresión
- 2005, Virgilio está de gira

### Con Oscar Alem
- 1998, Así de Simple - Dúo de pianos

### Con el trío Emilio de la Peña, Matíaz González y Carlos Varela
- 2005, Este Tango es Otra Historia

## Premios y nominaciones
| 2008 | Cada Espera es un Adiós | Certamen SADAIC                     | Tango               | 1er Premio     |
| 2008 | Emilio de la Peña       | Personalida destacada de la cultura | Legislatura Porteña | Reconocimiento |
| ---- | ----------------------- | ----------------------------------- | ------------------- | -------------- |